# Canton d'Aime
Le canton d'Aime est une ancienne division administrative française, située dans le département de la Savoie et la région Rhône-Alpes.
Il disparait en 2015 à la suite du redécoupage cantonal de 2014.

## Composition
Le canton d'Aime regroupe les communes suivantes :
| Nom             | Code Insee | Intercommunalité       | Superficie (km2) | Population (dernière pop. légale) | Densité (hab./km2) |
| --------------- | ---------- | ---------------------- | ---------------- | --------------------------------- | ------------------ |
| Aime            | 73006      | CC Les Versants d'Aime | 50,74            | 3 566 (2013)                      | 70                 |
| Bellentre       | 73038      | CC Les Versants d'Aime | 23,94            | 929 (2013)                        | 39                 |
| La Côte-d'Aime  | 73093      | CC Les Versants d'Aime | 26,26            | 851 (2013)                        | 32                 |
| Granier         | 73126      | CC Les Versants d'Aime | 30,31            | 359 (2013)                        | 12                 |
| Landry          | 73142      | CC Les Versants d'Aime | 10,62            | 852 (2014)                        | 80                 |
| Mâcot-la-Plagne | 73150      | CC Les Versants d'Aime | 37,86            | 1 801 (2013)                      | 48                 |
| Montgirod       | 73169      | CC Les Versants d'Aime | 13,62            | 470 (2013)                        | 35                 |
| Peisey-Nancroix | 73197      | CC Les Versants d'Aime | 70,64            | 646 (2014)                        | 9,1                |
| Valezan         | 73305      | CC Les Versants d'Aime | 8,01             | 233 (2013)                        | 29                 |

## Représentation

### Conseillers d'arrondissement (de 1861 à 1940)
Le canton d'Aime avait deux conseillers d'arrondissement.
| Période                                  | Période          | Identité                                   | Étiquette            | Qualité |
| ---------------------------------------- | ---------------- | ------------------------------------------ | -------------------- | --- |
| 1861                                     |                  | François Gaillod                           |                      | Notaire |
| 1861                                     |                  | Joseph Marie Briançon-Marjolet (1824-1894) |                      | Notaire et botaniste, Aime                                                                                  |
| 1871                                     |                  | Jean-François Ougier (1801-1888)           |                      | Propriétaire à Mâcot                                                                                        |
|                                          |                  |                                            |                      | |
| av.1887                                  | 1902 (décès)     | Joseph Montmayeur (1832-1902)              | Républicain          | Notaire à Aime                                                                                              |
|                                          |                  |                                            |                      | |
|                                          | 1894 (décès)     | Dosithée Brunet-Dunand (1835-1894)         |                      | Cultivateur à Aime                                                                                          |
|                                          |                  |                                            |                      | |
| 1907                                     | 1928             | Émile Rochet                               | Libéral              | Industriel scieur, maire d'Aime                                                                             |
| 1922                                     | 1928             | Jean Denis Plassiard (1871-1950)           |                      | Agriculteur, maire de La Côte-d'Aime                                                                        |
| 1928                                     | 1931             | Jean-Marie Jovet                           | Radical              | Négociant, maire d'Aime                                                                                     |
| 1928                                     | 1931 (démission) | Adrien Aimoz                               | Républicain national | Propriétaire cultivateur à Mâcot                                                                            |
| 6 déc. 1931                              | 1934             | François Vivet-Gros                        | Radical              | Maire de Mâcot                                                                                              |
| Oct.1931                                 | 1934             | Joseph Simon-Chautemps (1873-1944)         | Radical              | Propriétaire cultivateur à Granier                                                                          |
| 1934                                     | 1940             | Alexandre Brunet-Dunand                    | URD                  | Propriétaire exploitant à Aime                                                                              |
| 1934                                     | 1940             | Henri Brunet                               | URD                  | Entrepreneur de maçonnerie à Aime                                                                           |
| 1940                                     |                  |                                            |                      | Les conseils d'arrondissement ont été suspendus par la loi du 12 octobre 1940 et n'ont jamais été réactivés |
| Les données manquantes sont à compléter. |                  |                                            |                      | |

### Conseillers généraux de 1861 à  2015
| Période                                  | Période      | Identité                       | Étiquette                  | Qualité |
| ---------------------------------------- | ------------ | ------------------------------ | -------------------------- | --- |
| 1861                                     | 1870         | Michel-François Cordier        |                            | Ancien secrétaire chef de la Division administrative de Chambéry |
| 1870                                     | 1871         | François Joseph Collin         |                            | Hôtelier Maire de Peisey |
| 1871                                     | 1907         | Louis Bérard-Blay              | Droite                     | Avocat à Chambéry Ancien député (1866-1870) |
| 1907                                     | 1919         | Prosper Montmayeur (1863-1925) | Républicain                | Notaire, juge de paix Adjoint au Maire d'Aime |
| 1919                                     | 1925         | Adrien Cerutti                 | Conservateur               | Docteur en médecine à Aime (Maire de 1935 à 1947) |
| 1925                                     | 1931         | André Tardy                    | Rad.                       | Cultivateur - Maire de Mâcot |
| 1931                                     | 1940         | Jean-Marie Jovet               | Rad.                       | - Négociant - Maire d'Aime (1929-1935), conseiller d'arrondissement |
|                                          |              |                                |                            | |
| 1945                                     | 1950 (décès) | Jean-Marie Jovet (1881-1950)   | Rad.                       | Négociant à Aime |
| 1951                                     | 1964         | Alexandre Brunet-Dunand        | CNIP                       | Agriculteur Maire d'Aime (1947-1959), ancien conseiller d'arrondissement |
| 1964                                     | 1976         | Marcel Astier-Perret           | UNR puis UDR               | Inspecteur Général des P.T.T., Mâcot-la-Plagne Conseiller technique au cabinet du Ministre des Postes et Télécommunications |
| 1976                                     | 1982         | Max Jannot                     | DVD                        | Pharmacien Maire d'Aime (1971-1982) |
| 1982                                     | 2015         | Auguste Picollet               | RPR puis UMP désormais DVD | - Artisan - Maire de Macot-la-Plagne (de mars 2001 à mars 2008) - Vice-Président du Conseil général de la Savoie - Ancien Député de la deuxième circonscription de la Savoie de (juin 1995 - juin 1997 et du 8 au 18 juin 2002) Elu en 2015 dans le Canton de Bourg-Saint-Maurice |
| Les données manquantes sont à compléter. |              |                                |                            | |

## Démographie
| 1962  | 1968  | 1975  | 1982  | 1990  | 1999  | 2006  | 2011  | 2012  |
| ----- | ----- | ----- | ----- | ----- | ----- | ----- | ----- | ----- |
| 6 462 | 6 452 | 6 321 | 6 717 | 7 753 | 8 347 | 9 190 | 9 648 | 9 745 |

| Hommes | Classe d’âge | Femmes |
| ------ | ------------ | ------ |
| 0,3    | 90 ans ou +  | 0,9    |
| 4,8    | 75 à 89 ans  | 7,7    |
| 11,7   | 60 à 74 ans  | 12,0   |
| 22,1   | 45 à 59 ans  | 20,1   |
| 25,2   | 30 à 44 ans  | 24,3   |
| 16,3   | 15 à 29 ans  | 15,6   |
| 19,6   | 0 à 14 ans   | 19,5   |

| Hommes | Classe d’âge | Femmes |
| ------ | ------------ | ------ |
| 0,3    | 90 ans ou +  | 1,1    |
| 6,1    | 75 à 89 ans  | 9,4    |
| 13,0   | 60 à 74 ans  | 14,1   |
| 21,1   | 45 à 59 ans  | 20,4   |
| 21,5   | 30 à 44 ans  | 20,6   |
| 18,8   | 15 à 29 ans  | 16,9   |
| 19,2   | 0 à 14 ans   | 17,5   |